# Inseparabili (film 2016)
Inseparabili (Inseparables) è una commedia drammatica argentina del 2016 scritta e diretta da Marcos Carnevale, ed è un remake del film francese Quasi amici - Intouchables.

## Trama
Felipe, un ricco uomo d'affari che è stato lasciato tetraplegico, a causa di un incidente, è alla ricerca di un assistente terapeutico. Ai colloqui si presentano candidati molto qualificati, ma decide di assumere l'assistente del suo giardiniere, Tito che ha deciso di dimettersi. Tito non soddisfa nemmeno le condizioni richieste per un simile impiego, qualcosa che viene immediatamente notato dalle persone più vicine a Felipe: Veronica e Ivonne, la sua governante, ma Felipe rimane fermo nella sua decisione. Tito è l'unica persona, da molto tempo, che non lo tratta con compassione.